# آنا روزا شاكون
آنا روزا تشاكون (بالإنجليزية: Ana Rosa Chacón)‏ (من مواليد 1889– تُوفيت عام 1985) وهي معلمة كوستاريكية وممارسة في مجال التثقيف الصحي. أصبحت تشاكون واحدة من أول ثلاث نساء تم انتخابهن للعمل في الوظائف العام في عام 1953 في أول انتخابات تُعقد بعد حصول المرأة على حق التصويت في كوستاريكا.

## حياتها
ولدت آنا روزا شاكون غونزاليز في عام 1889 في سان خوسيه (كوستاريكا). درست في كوليجيو سوبيريور دي سينوريتاس، وحصلت على درجة علمية في التربية البدنية عام 1907. درست ونفذت برامج تهدف إلى زيادة صحة الأطفال من خلال الحركة الإيقاعية ومنها الرقص. في عام 1913، ساعدت في تأسيس برنامج "La Gota de Leche" (قطرة الحليب) مع أنجيلا اكونا براون وماريان لو كابيلان وسارة كازال، والتي تهدف إلى توفير الحليب للأطفال المحرومين وكذلك تعليم أمهاتهم التغذية السليمة وتشجيع الرضاعة الطبيعية.
في عام 1919، شاركت تشاكون في إضراب المعلم بقيادة أكونيا ضد إدارة الرئيس فيديريكو تينوكو جرانادوس عن انتهاكات قانون العمل، جنبا إلى جنب مع ماتيلدا كارانزا، ليليا غونزاليس، كارمين لايرا، فيكتوريا مادريجال، فيتاليا مادريجال، استير دي ميزرفيل، ماريا أورتيز، تيودورا أورتيز وإستر سيلفا وأندريا فينيجاس. كانت القضية الرئيسية للمدرسين هي أن رواتبهم كانت منخفضة. أثناء الاحتجاج، تم حرق مكتب «المعلومات» والصحيفة الحكومية الرسمية من قبل المعلمين. العديد من هؤلاء المعلمين أنفسهم، انضموا معا في عام 1923 بدعوة من المكسيكية إيلينا أريزميندي ميخيا التي كانت تعيش في نيويورك، حيث نشرت مجلة (الحركة النسوية الدولية)، ودعت النساء في جميع أنحاء العالم لإنشاء فروع تابعة للرابطة الدولية للمرأة الأيبيرية وأمريكا اللاتينية في 12 أكتوبر من ذلك العام. ونتيجة لذلك، أسست تشاكون وآخرون الرابطة الكوستاريكية النسائية (LFC) وهي أول منظمة نسوية في كوستاريكا والتي أصبحت وزيرة لها.
في عام 1925، عرضت ليجا مطالبتهم بالاعتراف بالحقوق السياسية والمدنية للنساء، وحثت على أنه من دون حماية القانون، فإنهن يتعرضن للحرمان اجتماعيا واقتصاديا. في عام 1931، عادت المنظمة إلى المجلس التشريعي وحثت على إعطاء النساء حق التصويت ومرة أخرى في عام 1934، نظمت المجموعة اجتماعًا مع الكونغرس. ودعوا معاً مفوضية تركز على تقييمات مهنية مختلفة بما في ذلك الجوانب القانونية والاجتماعية والتربوية والأدبية والصحية. كان الهدف هو تقديم لمحة شاملة عن الهيئة التشريعية لمعرفة كيف تأثرت حياة النساء. كانت تشاكون جزءًا من لجنة التعليم، وعلى الرغم من موافقة المشرعين على أن مخاوف النساء كانت مشروعة، فإنهم لم يتخذوا أي إجراء. استمرت تشاكون والنساء الأخريات في الضغط من أجل حقهم في التصويت والاجتماع مع كل كونغرس لعام 1939، 1941، 1944، 1947 - وفي النهاية وبعد الحرب الأهلية الكوستاريكية، تم منح حق الاقتراع في عام 1948.
في عام 1940، شاركت تشاكون جنبا إلى جنب مع أكونيا، فيرجينيا، غيلرمينا بيلو، ليديا فرنانديز واستير لينا سالازار في إنشاء فرع كوستاريكا. كان الهدف هو الحصول على منح دراسية للطلاب المستحقين، وإنشاء تبادل للمدرسين، وبناء المكتبات، وتقديم التعليم لعاملات المنازل. في عام 1943، عندما حاول الرئيس رافائيل كالديرون غوارديا تغيير قوانين الانتخابات للتلاعب في التصويت، كانت تشاكون أحد قادة الاحتجاج وتحدثت عن الإصلاح وحق المرأة في الاقتراع. وفي ثورة عام 1948، شاركت أيضا في المظاهرات العامة، وشاركت في كل من الكتابات الصحفية والبث الإذاعي التي تحث على الاعتراف بالقيمة المدنية لمساهمات النساء.
كانت تشاكون أحد المندوبين الثلاثة الأوائل الذين فازوا بمقعد في الهيئة التشريعية في كوستاريكا. وفي عام 1953، فازت أول انتخابات سُمح فيها للنساء بالتصويت وكان الفائزين هم: تشاكون، ماريا تيريزا أوبريجون وإستيلا كيسادا. خدموا من 8 مايو 1954 إلى 8 مايو 1958.
توفيت في 28 مارس 1985.